# Argyroploce concretana
Argyroploce concretana is een vlinder uit de familie bladrollers (Tortricidae). De wetenschappelijke naam is voor het eerst geldig gepubliceerd in 1862 door Wocke.
De soort komt voor in Europa.